# Canton de Tonnay-Charente
Le canton de Tonnay-Charente est une circonscription électorale française située dans le département de la Charente-Maritime et la région Nouvelle-Aquitaine.

## Histoire
La ville de Tonnay-Charente a été désignée en 1790 pour exercer la fonction de chef-lieu de canton lors de la création du département de la Charente-Inférieure. Elle administrait alors onze communes. Lors de la refonte de la carte administrative décidée par Napoléon 1er en 1800, Tonnay-Charente fut maintenue dans son rôle de chef-lieu de canton avec le même nombre de communes.
Celles-ci étaient les suivantes à l'époque de la réforme administrative pendant le Consulat :
- Candé
- Genouillé
- Lussant
- Moragne
- Muron
- Saint-Clément
- Saint-Coutant-le-Grand
- Saint-Crépin
- Saint-Hyppolyte
- Saint-Louis-de-la-Petite-Flandre
- Tonnay-Charente

Pendant la Restauration, deux ordonnances royales sont appliquées pour opérer des fusions de communes dans le canton de Tonnay-Charente. Celle du 7 mars 1827 fait fusionner la commune de Saint-Louis-de-la-Petite-Flandre à la commune de Muron et celle du 22 novembre 1829 unit les communes de Candé et de Saint-Clément pour former la commune de Saint-Clément.
Le canton de Tonnay-Charente compte alors dix communes et conservera ce nombre jusqu'au début du Second Empire.
C'est dans la période du Second Empire qu'en 1859 que ce canton a été amputé de deux communes situées tout à l'est et depuis rattachées au canton de Tonnay-Boutonne. Il s'agit des communes de Puy-du-Lac et de Saint-Crépin.
À la suite de cette amputation, le nombre de communes est resté fixé à huit de 1859 à 2015.
Enfin, en 1902, la commune de Saint-Clément devint la commune de Cabariot où ce village occupe une place géographique centrale au sein de cette commune.
Un nouveau découpage territorial de la Charente-Maritime entre en vigueur en mars 2015, défini par le décret du 27 février 2014, en application des lois du 17 mai 2013 (loi organique 2013-402 et loi 2013-403). Les conseillers départementaux sont, à compter de ces élections, élus au scrutin majoritaire binominal mixte. Les électeurs de chaque canton élisent au Conseil départemental, nouvelle appellation du Conseil général, deux membres de sexe différent, qui se présentent en binôme de candidats. Les conseillers départementaux sont élus pour 6 ans au scrutin binominal majoritaire à deux tours, l'accès au second tour nécessitant 12,5 % des inscrits au 1er tour. En outre la totalité des conseillers départementaux est renouvelée. Ce nouveau mode de scrutin nécessite un redécoupage des cantons dont le nombre est divisé par deux avec arrondi à l'unité impaire supérieure si ce nombre n'est pas entier impair, assorti de conditions de seuils minimaux. En Charente-Maritime, le nombre de cantons passe ainsi de 51 à 27.
Le canton de Tonnay-Charente est conservé mais remanié : il passe de 8 à 15 communes, issues des anciens cantons de Rochefort-Nord (3 communes), de Tonnay-Charente (8 communes) et de Saint-Agnant (4 communes). Il est entièrement inclus dans l'arrondissement de Rochefort. Le bureau centralisateur est fixé à Tonnay-Charente.

## Géographie
Ce canton est organisé autour de Tonnay-Charente dans l'arrondissement de Rochefort.
Son altitude varie de 0 m (Genouillé) à 63 m (Genouillé) pour une altitude moyenne de 20 m.

## Représentation

### Conseillers d'arrondissement (de 1833 à 1940)
Le canton de Tonnay-Charente avait deux conseillers d'arrondissement.
| Période                                  | Période                  | Identité                     | Étiquette               | Qualité |
| ---------------------------------------- | ------------------------ | ---------------------------- | ----------------------- | --- |
| 1833                                     | 1845                     | Mathurin Régnauld            |                         | Juge de paix à Tonnay-Charente                                                                              |
| 1833                                     | 1848                     | Théodore Richard             |                         | Négociant à Tonnay-Charente                                                                                 |
| 1845                                     | 1848                     | Alfred Renault               |                         | Négociant à Tonnay-Charente                                                                                 |
|                                          |                          |                              |                         | |
| 1852                                     | 1878                     | Narcisse Guyon               | Conservateur            | Vétérinaire, maire de Charente puis adjoint au maire de Tonnay-Charente                                     |
| 1852                                     |                          | Pierre Augustin Grelat       |                         | Maire de Saint-Hippolyte                                                                                    |
|                                          |                          |                              |                         | |
| av.1877                                  | 1880 (démission)         | Ovide Allenet (1820-1881)    |                         | Notaire à Tonnay-Charente                                                                                   |
| 3 octobre 1880                           |                          | André Félix Alfred Landriau  | Républicain             | Adjoint au maire de Charente, suppléant du juge de paix                                                     |
|                                          |                          |                              |                         | |
| av.1887                                  |                          | Eugène Berthus de Langlade   |                         | Maire de Muron                                                                                              |
| av.1895                                  | 1898                     | Yvan Delage de Luget         | Droite                  | Avocat, membre du Tribunal de Commerce de Rochefort                                                         |
|                                          |                          |                              |                         | |
| 1919                                     | 1920 (démission)         | M. Joussemet                 |                         | Maire de Tonnay-Charente                                                                                    |
| 1919                                     | 1926                     | M. Grangé                    |                         | |
| 1922                                     | 1931                     | M. Bruneteau                 |                         | |
| 1931                                     | 1933 (décès)             | Auguste Bourgade (1857-1933) |                         | Cultivateur, maire de Tonnay-Charente                                                                       |
| 1933                                     | 20 décembre 1934 (décès) | Émile Bourgade (1878-1934)   | Républicain indépendant | Agriculteur à Cabariot                                                                                      |
| 1934                                     | 1940                     | René Bertrand                | Républicain indépendant | Médecin, maire de Muron                                                                                     |
| 1940                                     |                          |                              |                         | Les conseils d'arrondissement ont été suspendus par la loi du 12 octobre 1940 et n'ont jamais été réactivés |
| Les données manquantes sont à compléter. |                          |                              |                         | |

### Conseillers généraux de 1833 à 2015
| Période | Période      | Identité                            | Étiquette                     | Qualité |
| ------- | ------------ | ----------------------------------- | ----------------------------- | --- |
| 1833    | 1852         | François Siméon Burgaud (1797-1861) |                               | Propriétaire, négociant, Maire de Tonnay-Charente                                                                        |
| 1852    | 1878 (décès) | Alfred Renault (1809-1878)          | Droite                        | Négociant, maire de Tonnay-Charente Président de la Chambre de Commerce de Rochefort, ancien conseiller d'arrondissement |
| 1878    | 1898 (décès) | Narcisse Guyon                      | Conservateur                  | Vétérinaire, adjoint au maire de Tonnay-Charente, conseiller d'arrondissement                                            |
| 1898    | 1901         | Yvan Delage de Luget (1847-1936)    | Droite                        | Avocat, membre du Tribunal de Commerce de Rochefort, conseiller d'arrondissement                                         |
| 1901    | 1931         | Georges Mailhetard                  | Républicain puis Rad.         | Médecin-capitaine, propriétaire à Royan                                                                                  |
| 1931    | 1940         | Pierre-Maurice Oré                  | RG                            | Pharmacien à Tonnay-Charente Nommé conseiller départemental en 1943                                                      |
|         |              |                                     |                               | |
| 1945    | 1951         | Jean Mercier                        | SFIO                          | Ingénieur des Travaux publics de l'Etat Maire de Tonnay-Charente (1945-1947), ancien résistant                           |
| 1951    | 1970         | Pierre-Elie Préveraud (1892-1974)   | RPF puis RS puis UNR puis UDR | Pharmacien à Tonnay-Charente                                                                                             |
| 1970    | 1976         | Michel Morhellec                    | DVD                           | Maire de Tonnay-Charente                                                                                                 |
| 1976    | 1994         | Pierre Branger                      | DVD puis RPR                  | Instituteur à Tonnay-Charente, maire de Cabariot                                                                         |
| 1994    | 2015         | Jean-Pierre Guillon                 | PS                            | Agent P.T.T. Maire de Tonnay-Charente (1991-2014)                                                                        |

Depuis le découpage électoral de novembre 1986 (loi Pasqua), le canton de Tonnay-Charente appartient à la cinquième circonscription de la Charente-Maritime dont le député est Didier Quentin depuis les élections législatives de juin 2007.

### Conseillers départementaux depuis 2015
| Période élective | Période élective | Mandat | Mandat       | Identité             | Nuance | Nuance | Qualité                                                                               |
| ---------------- | ---------------- | ------ | ------------ | -------------------- | ------ | ------ | ------------------------------------------------------------------------------------- |
| 2015             | 2021             | 2015   | 2018 (décès) | Robert Chatelier     |        | LR     | Conseiller général du canton de Saint-Agnant (2008-2015) Maire de Soubise (1995-2018) |
| 2015             | 2021             | 2015   | 2021         | Marie-Chantal Périer |        | LR     | Conseillère municipale de Tonnay-Charente                                             |
| 2015             | 2021             | 2018   | 2021         | Christian Branger    |        | DVD    | Premier adjoint au maire de Cabariot                                                  |
| 2021             | 2028             | 2021   | en cours     | Patricia François    |        | DVG    | Maire de Breuil-Magné                                                                 |
| 2021             | 2028             | 2021   | en cours     | Lionel Pacaud        |        | DVG    | Directeur de l'office de tourisme de Marennes-Oléron Maire de Soubise                 |

### Résultats détaillés

#### Élections de mars 2015
À l'issue du 1er tour des élections départementales de 2015, deux binômes sont en ballottage : Robert Chatelier et Marie-Chantal Périer (UMP, 28,22 %) et Corinne Bougault et Jean-Louis Leygonie (FN, 27,97 %). Le taux de participation est de 49,6 % (9 598 votants sur 19 351 inscrits) contre 50,08 % au niveau départementalet 50,17 % au niveau national.
Au second tour, Robert Chatelier et Marie-Chantal Périer (UMP) sont élus avec 62,76 % des suffrages exprimés et un taux de participation de 50,06 % (5 247 voix pour 9 687 votants et 19 351 inscrits).

#### Élections de juin 2021
Le premier tour des élections départementales de 2021 est marqué par un très faible taux de participation (33,26 % au niveau national). Dans le canton de Tonnay-Charente, ce taux de participation est de 33,59 % (7 024 votants sur 20 910 inscrits) contre 33,83 % au niveau départemental. À l'issue de ce premier tour, deux binômes sont en ballottage : Patricia François et Lionel Pacaud (DVG, 38,05 %) et Christian Branger et Lydie Demené (DVD, 33,63 %).
Le second tour des élections est marqué une nouvelle fois par une abstention massive équivalente au premier tour. Les taux de participation sont de 34,3 % au niveau national, 34,56 % dans le département et 34,5 % dans le canton de Tonnay-Charente. Patricia François et Lionel Pacaud (DVG) sont élus avec 52,51 % des suffrages exprimés (3 545 voix pour 7 217 votants et 20 917 inscrits),,. 
Au second tour, Patricia François et Lionel Pacaud (DVG) l'emportent avec 52,51% des voix exprimées.

## Composition

### Composition antérieure à 2015

Situation du canton de Tonnay-Charente dans la Charente-Maritime avant 2015.

Le canton de Tonnay-Charente regroupait huit communes.
| Nom                         | Code Insee | Codepostal | Superficie (km2) | Population (dernière pop. légale) | Densité (hab./km2) |
| --------------------------- | ---------- | ---------- | ---------------- | --------------------------------- | ------------------ |
| Tonnay-Charente (chef-lieu) | 17449      | 17430      | 34,39            | 7 817 (2012)                      | 227                |
| Cabariot                    | 17075      | 17430      | 15,12            | 1 328 (2012)                      | 88                 |
| Genouillé                   | 17174      | 17430      | 34,41            | 812 (2012)                        | 24                 |
| Lussant                     | 17216      | 17430      | 8,79             | 962 (2012)                        | 109                |
| Moragne                     | 17246      | 17430      | 12,03            | 479 (2012)                        | 40                 |
| Muron                       | 17253      | 17430      | 39,06            | 1 257 (2012)                      | 32                 |
| Saint-Coutant-le-Grand      | 17320      | 17430      | 12,80            | 411 (2012)                        | 32                 |
| Saint-Hippolyte             | 17346      | 17430      | 23,28            | 1 388 (2012)                      | 60                 |

### Composition à partir de 2015
Le nouveau canton de Tonnay-Charente comprend quinze communes entières.
| Nom                                     | Code Insee | Intercommunalité   | Superficie (km2) | Population (dernière pop. légale) | Densité (hab./km2) | Modifier                                    |
| --------------------------------------- | ---------- | ------------------ | ---------------- | --------------------------------- | ------------------ | ------------------------------------------- |
| Tonnay-Charente (bureau centralisateur) | 17449      | CA Rochefort Océan | 34,39            | 8 248 (2022)                      | 240                | modifier les données · modifier les données |
| Breuil-Magné                            | 17065      | CA Rochefort Océan | 22,25            | 1 891 (2022)                      | 85                 | modifier les données · modifier les données |
| Cabariot                                | 17075      | CA Rochefort Océan | 15,12            | 1 470 (2022)                      | 97                 | modifier les données · modifier les données |
| Échillais                               | 17146      | CA Rochefort Océan | 14,72            | 3 701 (2022)                      | 251                | modifier les données · modifier les données |
| Genouillé                               | 17174      | CC Aunis Sud       | 34,41            | 889 (2022)                        | 26                 | modifier les données · modifier les données |
| Loire-les-Marais                        | 17205      | CA Rochefort Océan | 12,46            | 382 (2022)                        | 31                 | modifier les données · modifier les données |
| Lussant                                 | 17216      | CA Rochefort Océan | 8,79             | 1 013 (2022)                      | 115                | modifier les données · modifier les données |
| Moragne                                 | 17246      | CA Rochefort Océan | 12,03            | 538 (2022)                        | 45                 | modifier les données · modifier les données |
| Muron                                   | 17253      | CA Rochefort Océan | 39,06            | 1 357 (2022)                      | 35                 | modifier les données · modifier les données |
| Port-des-Barques                        | 17484      | CA Rochefort Océan | 5,66             | 1 754 (2022)                      | 310                | modifier les données · modifier les données |
| Saint-Coutant-le-Grand                  | 17320      | CA Rochefort Océan | 12,80            | 416 (2022)                        | 33                 | modifier les données · modifier les données |
| Saint-Hippolyte                         | 17346      | CA Rochefort Océan | 23,28            | 1 485 (2022)                      | 64                 | modifier les données · modifier les données |
| Saint-Nazaire-sur-Charente              | 17375      | CA Rochefort Océan | 20,31            | 1 214 (2022)                      | 60                 | modifier les données · modifier les données |
| Soubise                                 | 17429      | CA Rochefort Océan | 10,93            | 3 935 (2022)                      | 360                | modifier les données · modifier les données |
| Vergeroux                               | 17463      | CA Rochefort Océan | 5,53             | 1 285 (2022)                      | 232                | modifier les données · modifier les données |
| Canton de Tonnay-Charente               | 1725       |                    | 271,74           | 29 578 (2022)                     | 109                | modifier les données                        |

## Démographie

### Démographie avant 2015
| 1962   | 1968   | 1975   | 1982   | 1990   | 1999   | 2006   | 2011   | 2012   |
| ------ | ------ | ------ | ------ | ------ | ------ | ------ | ------ | ------ |
| 10 196 | 10 796 | 10 777 | 11 073 | 12 010 | 11 980 | 12 861 | 14 316 | 14 454 |

### Démographie depuis 2015
En 2022, le canton comptait 29 578 habitants, en évolution de +7,49 % par rapport à 2016 (Charente-Maritime : +4,04 %, France hors Mayotte : +2,11 %).
| 2013   | 2018   | 2022   |
| ------ | ------ | ------ |
| 27 137 | 27 913 | 29 578 |